# 弓斑石斑鱼
弓斑石斑鱼（学名：Epinephelus morrhua），又名吊橋石斑魚，為輻鰭魚綱鱸形目鱸亞目鮨科的一個種。

## 分布
本魚分布於印度西太平洋區，包括紅海、東非、中太平洋等海域。

## 深度
水深80至250公尺。

## 特徵
本魚體呈黃褐色，無斑點。頭長約為體長1/3。眼小，短於吻長。口大；上下頜前端具小犬齒，兩側齒細尖，下頜約2列。體側有若干深褐色斑塊，或連接成縱帶，或不規則分布其上。各鰭顏色較體色稍黃，但均無斑點或斑塊。背鰭有硬棘11枚、軟棘14至15枚；臀鰭有硬棘3枚、軟條8枚，其中第二、第三硬棘約略等長。側線有孔鱗片數58至64枚。體長可達90公分。

## 生態
本魚主要棲息在水深100多公尺的深水礁石海岸，肉食性，以其他魚類為食。

## 經濟利用
棲地較深，非重要的食用魚，肉味平庸，頭部宜煮沙鍋魚頭或清湯，富含膠質。